# Réseau Alibi
Pour les articles homonymes, voir Alibi (homonymie).
Le réseau Alibi (1940 à 1944) était un réseau de renseignement de la résistance intérieure française créé par Georges Charaudeau.
Le réseau de renseignement Alibi était présent sur l'ensemble de la France de juillet 1940 à la Libération. Il compta quatre cent cinquante agents répartis dans une vingtaine de sous-réseaux et groupes. Alibi transmettait ses renseignements à l'Intelligence Service britannique (IS) via une quinzaine de postes émetteurs-récepteurs clandestins. Très efficace, Alibi ne compta que quinze morts en quatre ans d'existence (et vingt tués ou disparus pour le sous-réseau Maurice).

## Historique du réseau Alibi
Georges Charaudeau (1908-1990), démocrate-chrétien de droite, est en contact avec les services spéciaux français depuis 1936. Lors de l'invasion allemande de juin 1940, alors qu'il veut rejoindre l'Angleterre par l'Espagne, le chef des services secrets britanniques lui conseille plutôt de rester faire du renseignement. Charaudeau monte donc, comme couverture de son réseau, une maison de couture à Madrid. Le réseau Alibi naît ainsi dès le 1er juillet 1940. Charaudeau rentre en France clandestinement en août 1940 pour organiser un vaste réseau de renseignement, avec notamment l'aide d'un diplomate de l'ambassade des États-Unis en poste à Vichy pour le transport, via la valise diplomatique, de courriers, de fonds, d'émetteurs, etc.
En octobre 1941, le réseau subit ses premières pertes. Le sous-réseau Phill, créé en octobre 1940, est décimé. Sept de ses membres sont arrêtés par Lafont et ses hommes de la rue Lauriston entre le 31 octobre 1941 et le 1er novembre 1941. Conduits au siège de l'Abwehr situé en lisière du Bois de Boulogne, ils sont tous interrogés par le directeur Otto, puis dans les locaux de la SiPo. Jugés le 20 mars 1942 par le Militärbefehlshabers Frankreich (Président juge Eckart), rue Boissy-d'Anglas à Paris. Cinq d'entre eux seront condamnés à mort et exécutés par la Wehrmacht dans un fossé du Fort du Mont-Valérien le 21 mars 1942 et enterrés de nuit et sans témoin dans le carré des condamnés à mort du cimetière parisien de Thiais (Seine-et-Oise) par les services de Vichy qui assistaient la Wehrmacht.
Il s'agit de : 
- Jacques Kellner, industriel, dirigeant de l'usine aéronautique Kellner-Béchereau ;
- Georges Auguste Paulin, designer et aérodynamicien automobile ;
- Robert Stephane Étienne, ingénieur aéronautique ;
- Fernand Eugéne Fenzi, directeur de l'École supérieure d'Architecture de Paris ;
- Roger Léopold Alfred Raven, ouvrier prototypiste en carrosserie automobile.

Deux autres furent condamnés à cinq années de forteresse. Il s'agit de : 
- Aileen Mary Sleator, épouse Schoofs, mère de famille, déportée en forteresse puis au camp d'Anrath-Jauer (Allemagne), rentrée de camp le 1er juin 1945 ;
- et Marius Antonin Roubille, contrôleur de la SNCF, déporté à Mauthausen, commando de Gusen (Autriche) assassiné (témoignage d'un codétenu) par un médecin SS en mai 1945 par injection létale[4].

Le sous-réseau Phill a organisé le premier bombardement des usines Renault de mars 1942 et informé le MI6 de la construction de la voilure du Messerschmitt Me 262 (Avion à propulsion - terminologie technique française de l'époque),. L'État français mit 27 ans pour décorer Georges Paulin de la médaille de la Résistance et refusa en 2006 de donner suite à une demande de remise de la Légion d'honneur à titre posthume (comme tous ces résistants des réseaux français collaborant avec le MI6 britannique). Une plaque a été apposée le 20 juin 2006 au 3 de la Place du 18-Juin-1940, par Madame Odette Chrestienne, élue de la capitale, sur décision du Conseil de Paris, Monsieur Bertrand Delanoë étant Maire de Paris.
Les Allemands exigent de l'Espagne l'expulsion de Georges Charaudeau qui rentre alors clandestinement en France en mai 1942, à l'inverse de ce que feront tant d'autres résistants partis rejoindre la France libre.
Parmi ses nombreux sous-réseaux, Alibi compta le réseau Klan du colonel François de La Rocque qui faisait remonter des renseignements des nombreux membres du Parti social français.
Le réseau se renforce après novembre 1942 de nombreux cadres de l'Armée d'armistice. Alibi intègre en avril 1944 le réseau Maurice qui venait de subir de nombreuses pertes.

## Les acteurs du réseau Alibi
- Docteur Guy Thomas[8].
- Pierre Virlogeux, (1903-1944), céramiste, chef d'entreprise, résistant, commandant des M.U.R. d'Auvergne, "Mort pour la France" (se suicide dans sa cellule de la caserne d'Anterroche).
- Jean Marie Gourcy dit "Gaston" (1916-1995), propriétaire du « Moulin Bleu » à Courty près de Thiers[8]. Certificat de remerciement pour services rendus par le Field marshal Bernard Montgomery.

## Les réussites du réseau Alibi
- Début 1944, Alibi met même au point des liaisons maritimes par vedettes avec l'Angleterre dans la région de l'Île-Grande (sous-réseau B/O Bretagne). Il y aura 11 liaisons ou tentatives de février à août 1944.
- Un pilote d'essai français employé par les Allemands fournit tous les plans d’un nouvel avion Heinkel He 111 et de son usine.
- Le fournisseur de l’intendance allemande en fruits et légumes pour le Sud-Ouest de la France communiquait les spécifications des commandes, permettant ainsi de déduire l’ordre de bataille dans la zone.
- Les agents de la SNCF relevaient le chargement et la destination des trains utilisés par les autorités allemandes.
- Des municipalités fournissaient des spécimens de cartes et des tickets de rationnement dont Londres réalisait de "vraies copies".
- Un membre du réseau ayant des contacts au sein du gouvernement de Vichy a pu se procurer et envoyer à Londres une copie de toute la correspondance entre Pétain et Hitler, entre Otto Abetz et Laval.

## Sources
- Sylvaine Baehrel, Alibi 1940-1944 : Histoire d’un réseau de renseignement pendant la Seconde Guerre mondiale, Jean-Michel Place, 2000, 213 p. (ISBN 2-85893-605-6, EAN 978-2-85893-605-2), préface du général Pierre Lallart, Président de l’amicale des anciens des réseaux Alibi-Maurice.
- Michel Guillou et Sylvaine Baehrel, bref historique des opérations Glover du Réseau Alibi
- [PDF] Historique du réseau Maurice
- Michel-Georges Paulin "Itinéraire d'un homme libre, des "fortifs" à la caponnière du Mont Valérien" 2003 Édition SPE Paris